# Municipio de New Hope (condado de Wayne)
El municipio de New Hope (en inglés: New Hope Township) es un municipio ubicado en el  condado de Wayne en el estado estadounidense de Carolina del Norte. En el año 2010 tenía una población de 15.559 habitantes.

## Geografía
El municipio de New Hope se encuentra ubicado en las coordenadas 35°20′45.58″N 77°50′47.93″O / 35.3459944, -77.8466472.